# Sio (Papua-Neuguinea)
Sio ist eine kleine Küstenstadt an der Nordküste der Huon-Halbinsel. Sie gehört zum Wasu Rural LLG (Local-Level Government) der Provinz Morobe in Papua-Neuguinea.

## Allgemeines
Sio liegt auf einer Nehrung, deren nördlichster Punkt Teliata Point (oder ehemals Dorfinsel Spitze) genannt wird. Diese Nehrung und eine weitere östlich gelegene trennt die Sio Lagoon, eine kleine Lagune, von der Vitiaz-Straße ab.

## Geschichte
Die Siedlung existierte offenbar schon zur Zeit der deutschen Kolonie Neuguinea. Ab 1910 gab es hier eine evangelische Missionsstation mit der heute noch existierenden Kirche.  1920 kam Neuguinea unter australische Mandatsverwaltung.
Im Zweiten Weltkrieg wurde die Gegend um Sio von japanischen Streitkräften besetzt.
Im Zuge des Vordringens der alliierten Streitkräfte auf Neuguinea zog sich die 20. Division der japanischen Armee aus Lae entlang der Küste zurück. Ab Oktober 1943 wurde Sio von japanischen U-Booten und Lastkähnen als Versorgungspunkt genutzt.
Von Ende 1943 bis Anfang 1944 wurde Sio daher auch von alliierten Flugzeugen angegriffen. In der Folge wurde der Ort zum nächsten Ziel australischer Truppen während des Huon-Halbinsel-Feldzugs, nachdem Finschhafen und der Sattelberg bereits durch die Australier zurückerobert worden waren.
Bei Blucher Point, der am 28. Dezember erreicht wurde, kam das vorausgehende 2/13. Bataillon erstmals wieder in Kontakt mit den zurückweichenden japanischen Truppen, wobei es zu heftigen Kämpfen kam. Am selben Tag landeten amerikanische Truppen bei Saidor.
Die Landung führte bei den Japanern zu dem Entschluss, die Gegend um Sio zu räumen. Über die nächsten zwei Wochen trafen die Australier bei ihrem Vormarsch nur vereinzelt auf Widerstand, da die Japaner sich auf Madang zurückzogen, um nicht durch die Amerikaner eingeschlossen zu werden. Zu den letzten Kämpfen der Schlacht um die Huon-Halbinsel kam es am 15. Januar 1944 bei Nambariwa, und am selben Tag wurde auch Sio besetzt. Damit war der 80 Kilometer lange Küstenabschnitt von Finschhafen nach Sio unter alliierter Kontrolle.
Am 24. Februar 1944 wurde die Radarstation 332 der Royal Australian Air Force in Sio eingerichtet und bis Ende März 1945 betrieben, bis diese nach Kranket Island verlegt wurde.

## Weblink
- Sio. auf der privaten Webpage Pacific Wracks. (in englischer Sprache, abgerufen am 3. Januar 2021).